# La Loterie (nouvelle)
Pour les articles homonymes, voir Loterie (homonymie).
La Loterie (titre original : The Lottery) est une nouvelle de Shirley Jackson, publiée une première fois dans le magazine The New Yorker en 1948 puis republiée en 1949 dans le recueil de nouvelles La Loterie et autres histoires (The Lottery and Others Stories).
L'histoire décrit l'organisation d'une loterie, qui se déroule chaque année au mois de juin au sein d'un village de Nouvelle-Angleterre, et qui cache une terrible récompense.
Elle est considérée par Condé Nast, avec Maison hantée et Nous avons toujours vécu au château, comme l'une des œuvres les plus célèbres de la romancière, et la première publication qui l'ait fait connaître,.
Devenue un classique de la littérature américaine, La Loterie est l'une des nouvelles les plus connues aux États-Unis et compte parmi les lectures suggérées dans les écoles américaines,,,.

## Résumé
Comme dans de nombreuses autres communautés, un village de Nouvelle-Angleterre organise chaque année, à la date du 27 juin, une loterie. Pour l'occasion, chacun des 300 habitants qui vivent là se prépare à l'événement : les enfants ramassent des pierres qu'ils empilent, tandis que les adultes, d'humeur à la fois excitée, nerveuse et indifférente, se rassemblent sur la place du village située entre la banque et le bureau de poste aux alentours de 10 heures. Selon la tradition locale et un proverbe cité par le Vieux Warner, la loterie assure la prospérité du village : « Loterie bien menée, moisson presque arrivée ». Cependant, des rumeurs courent dans l'assistance selon lesquelles certains villages voisins auraient arrêté d'organiser une loterie, et cette décision est considérée comme stupide et rétrograde.
Une fois que toutes les familles du village sont réunies sur la place, le marchand de charbon et responsable officiel de la loterie, M. Summers, appelle chaque chef de famille à venir piocher dans une boîte noire un morceau de papier, que tous déplient en même temps par la suite. Ce jour-ci, c'est Bill Hutchinson qui est « élu » : le papier qu'il a choisi est marqué d'un point noir. Sa femme Tessie proteste, arguant qu'on ne lui a pas laissé le temps de piocher comme il le désirait, mais les autres habitants ignorent sa plainte.
À la suite du premier tirage, M. Summers place cinq bulletins dans la boîte noire, un pour chaque membre de la famille Hutchinson : Bill, Tessie et leurs enfants Bill Jr, Nancy et Dave. Les cinq sont les seuls à participer à ce second tirage, et c'est Tessie qui tombe sur le papier marqué d'un point noir. Tous les habitants, voisins, enfants, famille et amis, se mettent alors à ramasser des pierres tout en ignorant les suppliques de Tessie qui dénonce une injustice. S'amassant autour d'elle, indifférents et pressés d'en finir, ils commencent à lui jeter les pierres et la lapident ainsi à mort.

## Genèse

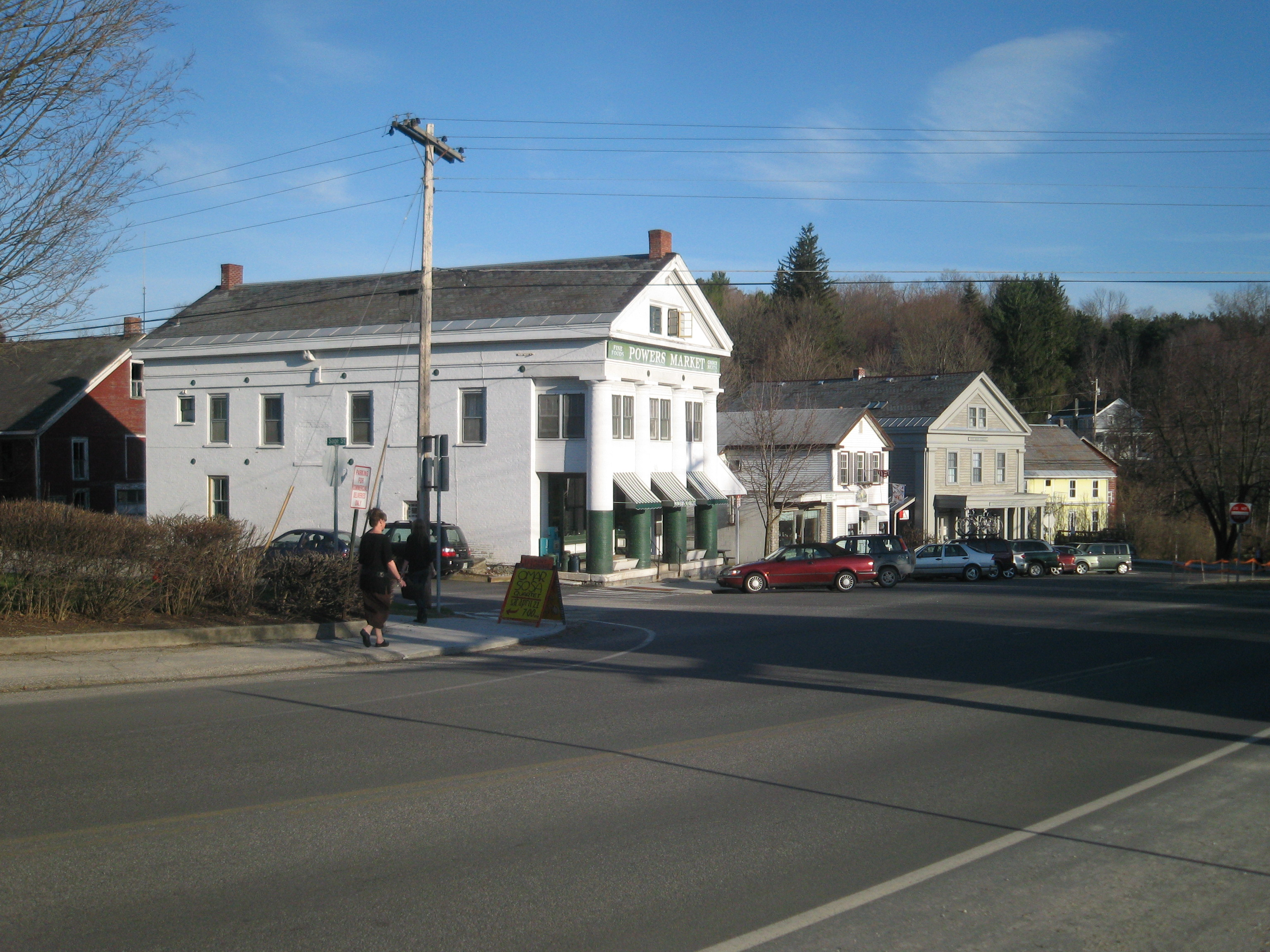
North Bennington, où Jackson et sa famille se sont installés en 1945.

L'idée de la nouvelle est venue à Shirley Jackson principalement par les relations qu'elle entretenait avec les habitants de North Bennington (Vermont) où son mari et elle vivaient, refroidis par leur caractère peu accueillant. Elle aurait eu l'idée tandis qu'elle remontait la colline de Prospect Street, où elle vivait alors, au retour d'emplettes par une matinée de printemps. Elle dira elle-même que : « peut-être que l'effort de ces cinquante derniers mètres en haut de la colline a donné un avantage à l'histoire ; c'était une matinée chaude et la colline était raide »,. Une fois chez elle, Jackson aurait rédigé La Loterie d'une traite, dans le but de se « venger » des relations tendues qu'elle avait avec les habitants de North Bennington,. Envoyée dans la foulée à son agent à Manhattan, la nouvelle paraît dans The New Yorker trois semaines plus tard.
L'écrivain Jonathan Lethem a déclaré que le village de la nouvelle et, plus généralement, les villages que l'on retrouve dans beaucoup d'histoires de Jackson étaient « assez reconnaissable comme étant celui de North Bennington, Vermont » où Jackson et son mari ont rencontré un fort « antisémitisme réflexif et anti-intellectualisme ».

Le 22 juillet 1948, dans le cadre de questions à propos du sens de son histoire, Shirley Jackson écrit dans le San Francisco Chronicle :
« Expliquer simplement ce que j'espérais que raconterait l'histoire est très difficile. Je suppose que j'ai espéré, en mettant en place un ancien rite particulièrement brutal dans le présent au sein de mon propre village, choquer le lecteur avec une mise en scène graphique de la violence inutile et de l'inhumanité générale dans la vie des gens. »

## Thèmes
La Loterie aborde principalement les thèmes du poids de la tradition et du conformisme au sein de petites communautés que l'on refuse à remettre en question, mais traite aussi de la vulnérabilité de l'individu face au groupe, et la relation entre la civilisation et la violence,. Plus précisément, la nouvelle apparaît comme une critique ouverte de la société répressive, conformiste et conservatrice qu'étaient les années Truman.
Du fait de sa temporalité indéterminée et du caractère barbare des habitants du village, la nouvelle peut être considérée comme œuvre de science-fiction, et plus particulièrement de dystopie. De par son unique décor (une petite ville de Nouvelle-Angleterre), La Loterie porte aussi les caractéristiques d'un huis clos.

## Réception
Dès sa publication, la nouvelle provoqua de vives polémiques : Shirley Jackson, la revue The New Yorker et son rédacteur en chef, Harold Ross, reçurent près de trois-cents lettres de lecteurs scandalisés par la chute de l'histoire, ce qui reste à ce jour le plus grand nombre de courriers reçus à propos d'une nouvelle de fiction publiée par le magazine new-yorkais. Au cours de l'été qui suivit la publication, un certain nombre de lettres d'insultes furent envoyées, et de nombreuses personnes se désabonnèrent de la revue. L'Union sud-africaine alla même jusqu'à faire interdire l'histoire, et Jackson réagit à cette nouvelle en s'exclamant : « Voilà enfin des gens qui ont compris le sens de mon histoire ! »,.
La plupart des courriers, virulents, contenaient des réactions de lecteurs qui cherchaient à comprendre pourquoi et comment Jackson avait eu l'idée d'une histoire pareille, de lecteurs qui se sentaient personnellement visés par le récit, et même de lecteurs persuadés que le texte était basé sur des faits réels et demandaient à en savoir plus à propos de ce village, de ses habitants et de ce « rituel ».

Jackson rassemble par la suite elle-même un florilège d'extraits de lettres dans son ouvrage Biographie d'une nouvelle (tiré du recueil Shirley Jackson: Novels & Stories), :
« Si cela ne vous dérange pas de m'éclairer, j'aimerais bien savoir dans quelle partie des États-Unis ce lynchage — visiblement légal et organisé — se pratique encore. Est-il possible qu'en Nouvelle-Angleterre, ou dans des régions tout aussi civilisées, ce genre de sadisme de masse fasse encore partie de la vie de nos citoyens ? »
« Existe-t-il des régions des États-Unis d'Amérique où l'on pratique encore ce genre de sorcellerie ? En tous cas, nous qui habitons les États de l'Ouest ne sommes pas du tout au courant. »
« Mais qu'avez-vous fait du paragraphe censé nous expliquer ce qui se passe vraiment dans cette fichue histoire ?! »
« J'exige des excuses personnelles de la part de l'auteure… ! […] Nous sommes des gens relativement bien éduqués et instruits, mais depuis que nous vous avons lue, nous n'avons plus aucune confiance dans la littérature. »
La presse nationale s'intéressa à cette affaire en évoquant les violentes réactions que la nouvelle avait provoquées. Les lettres envoyées à The New Yorker provenaient de tout le pays : Texas, Ohio, Californie, Oregon, New Jersey, Louisiane (Nouvelle-Orléans), Indiana, Connecticut, et même Canada.

## Postérité
La nouvelle finit malgré tout par recevoir une critique favorable : dès les années 1950, elle se retrouve insérée dans de nombreuses anthologies et manuels scolaires, et devient rapidement l'une des œuvres de fictions les plus célèbres et étudiées de la littérature américaine du XXe siècle.
La nouvelle est considérée comme l'une des œuvres fondatrices du sous-genre du folk horror, et la critique littéraire Bernice M. Murphy la désigne comme le « texte de folk horror le plus influent d'Amérique du nord ». Elle a entraîné dans son sillage plusieurs adaptations, et a inspiré nombre d'auteurs, parmi lesquels Stephen King avec notamment sa nouvelle La Saison des pluies (1989).
La Loterie est mentionnée dans l'épisode 19 de la saison 3 des Simpson, intitulé Chienne de vie : dans cet épisode, une loterie au jackpot élevé galvanise toute la ville de Springfield, et le présentateur Kent Brockman mentionne la nouvelle de Jackson comme étant un moyen d'obtenir des conseils sur la façon dont gagner le gros lot. Homer achète la nouvelle puis la jette au feu lorsque Brockman révèle qu'elle ne contient aucune indication sur la manière de gagner à la loterie, et qu'elle n'est qu'une « effrayante histoire de conformité virant à la folie ». Bernice M. Murphy, dans son ouvrage Shirley Jackson : Essays on the Literary Legacy, explique que cette mention dans Les Simpson illustre parfaitement la visibilité de La Loterie même cinquante ans après sa parution, et que la situation exposée dans l'épisode est assez représentative de la réception du travail de Jackson, et notamment du fait que cette nouvelle est mal comprise par la majorité du public.

## Analyse
Selon Miles Hyman, c'est justement l'apparence banale de la vie quotidienne mise en opposition avec la chute horrifique de la fin de la nouvelle qui dérange le lecteur : avec brièveté et simplicité, Shirley Jackson dépeint la subtile et subite transformation d'une célébration provinciale en véritable rituel sacrificiel, et ce grâce à une « lente progression par degrés » anxiogène et terrifiante. Ainsi, la nouvelle oblige le lecteur à faire face à l'insupportable et à la barbarie qui se cache derrière la société et la vie du quotidien, et nous fait nous demander si nos proches et amis seraient capables d'agir contre nous si les coutumes l'exigeaient,.
Les réactions virulentes à la parution de la nouvelle prouvent l'état d'esprit américain de l'époque, tout juste relevé de la Seconde Guerre mondiale mais déjà menacée par les débuts de la Guerre froide, et pour qui il est intolérable d'accepter l'idée que l'ennemi et le Mal puissent provenir de l'intérieur même de leur propre patrie ou civilisation,.

## Éditions françaises
La Loterie est traduite pour la première fois en français par Dominique Mols dans la parution du recueil La Loterie et autres histoires par la Librairie des Champs-Élysées en 1983. Le recueil est réédité par les éditions Presses-Pocket en 1994, puis par les éditions Payot et Rivages dans leur collection « Rivages/Noir » en 2019 avec une nouvelle traduction de Fabienne Duvigneau du recueil Dark Tales (2016), sous le titre La Loterie et autres contes noirs.

## Adaptations

### Bande dessinée
- 2016 : La Loterie, adaptée en BD par Miles Hyman aux éditions Casterman[24].

### Cinéma
- 2007 : The Lottery, adaptation réalisée par Augustin Kennady (court-métrage).
- Un projet d'adaptation de la nouvelle pour le cinéma est en développement chez Paramount Pictures depuis 2018[25]. Le scénario sera écrit par Jake Wade Wall[26].

### Télévision
- 1951 : La Loterie (TV), série Fireside Theatre (en).
- 1969 : The Lottery de Larry Yust (court-métrage, BBC).
- 1996 : La Loterie (The Lottery) (TV, NBC) de Daniel Sackheim, inspiré de la nouvelle éponyme.

### Sources
- Miles Hyman (trad. Juliette Hyman, ill. Miles Hyman), La Loterie : d'après Shirley Jackson, Casterman, 14 septembre 2016, 168 p. (ISBN 9782203097506, EAN 9782203097506), « Shirley Jackson par Miles Hyman », p. 147-158.
- Shirley Jackson (postface Miles Hyman), La Loterie et autres contes noirs, Paris, Payot et Rivages, coll. « Rivages/Noir », février 2019, 251 p. (ISBN 978-2-7436-4642-4), « Shirley Jackson, la métaphysique de l'angoisse », p. 227-251.